# Парламентские выборы на Барбадосе (1961)
Парламентские выборы на Барбадосе прошли 4 декабря 1961 года для избрания 24 депутатов Палаты собрания в парламенте Барбадоса. Это были первые выборы в колонии после предоставления Барбадосу полного самоуправления ранее в 1961 году. Выборы проходили по непропорциональной избирательной системе с 12 двухмандатными избирательными округами, на которых каждый избиратель имел два голоса.
Хотя Барбадосская лейбористская партия получила больше голосов, победу одержала Демократическая лейбористская партия, которая получила 14 из 24 мест парламента и смогла впервые сформировать своё правительство. Среди потерявших свои места депутатов от Барбадосской лейбористской партии был премьер-министр Хью Гордон Каммингс. В последний раз на выборах был избран независимый депутат, которым стал профсоюзный лидер Франк Лесли Уолкотт. Явка избирателей составила 61,3 %.

## Результаты
|                                                                                |                                       |         |        |       |     |
| Партия                                                                         | Партия                                | Голоса  | %      | Места | +/- |
|                                                                                | Барбадосская лейбористская партия     | 39 534  | 36,30  | 14    | +10 |
|                                                                                | Демократическая лейбористская партия  | 40 096  | 36,82  | 5     | -10 |
|                                                                                | Барбадосская национальная партия      | 24 015  | 22,05  | 4     | +1  |
|                                                                                | Независимые                           | 5 263   | 4,83   | 1     | -1  |
| Недействительных/пустых бюллетеней                                             | Недействительных/пустых бюллетеней    | 554     | 0,86   | -     | -   |
| Всего голосов                                                                  | Всего голосов                         | 108 908 | 100    | 24    | 0   |
| Всего избирателей                                                              | Всего избирателей                     | 64 090  | 100,00 | -     | -   |
| Зарегистрированных избирателей / Явка                                          | Зарегистрированных избирателей / Явка | 104 518 | 61,32  | -     | -   |
| Источник: Caribbean Elections Архивная копия от 18 мая 2021 на Wayback Machine |                                       |         |        |       |     |